# Baierbach

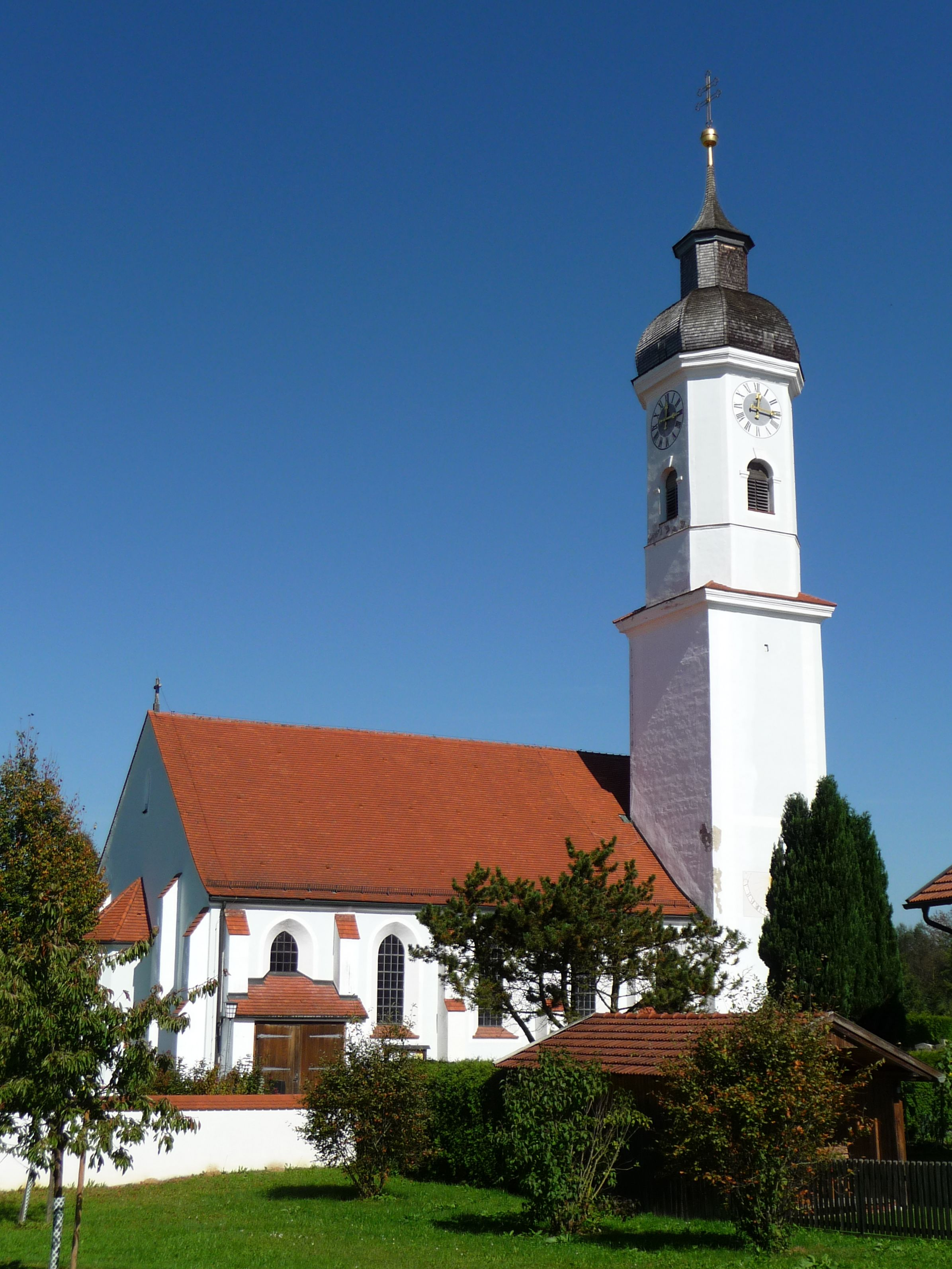
Die Pfarrkirche St. Andreas

Baierbach ist eine Gemeinde im niederbayerischen Landkreis Landshut. Die Gemeinde ist Mitglied der Verwaltungsgemeinschaft Altfraunhofen.

## Geografie

### Geografische Lage
Baierbach liegt im südlichen Landkreis Landshut zwischen der Großen und Kleinen Vils, etwa 15 km südlich von Landshut und 8 km nördlich von der B 388 in Velden.

### Gemeindegliederung
Es gibt 36 Gemeindeteile:
- Aich
- Altweg
- Attenberg
- Baierbach
- Berghäusl
- Bockhub
- Edgarten
- Fahring
- Haid
- Hof
- Hölzl
- Hörgenau
- Irrach
- Kastenhoibl
- Kölnberg
- Krottenthal
- Längmühl
- Maierbach
- Moos
- Neudeck
- Oberhausbach
- Oed
- Peterau
- Reichhaid
- Reischenberg
- Rothfurt
- Schlott
- Sindhub
- Steinbach
- Stroblstetten
- Theobald
- Unterhausbach
- Vorderhoibl
- Weiher
- Wim
- Wimbauer

### Nachbargemeinden
- Altfraunhofen
- Geisenhausen
- Neufraunhofen
- Hohenpolding (Landkreis Erding)
- Vilsheim

## Geschichte

### Bis zum 19. Jahrhundert
Zwischen 857 und 864 gab Bischof Anno von Freising dem adeligen Hrudoldus in Purgipach eine Kirche nebst Zugehörungen und drei Leibeigenen im Tausch gegen einen Hof mit drei Leibeigenen zu Schweinbach. Der Name Purgipach weist auf das Vorhandensein einer Burg hin.
Es handelte sich um Königsgut, denn der fränkische König gab zu diesem Tausch seine ausdrückliche Erlaubnis. Im 10. Jahrhundert gab Kaiser Otto I. den Besitz an das Kloster Niedermünster in Regensburg.
Im 14. Jahrhundert heißt der Ort Pewerbach, Pivrbach und Pevrbach, danach Pewrpach, Hofpeurpach, 1739 Beurbach und erst seit 1811 Baierbach.
Seit Anfang des 15. Jahrhunderts bauten hier die Freiherren von Fraunhofen ihre Reichsherrschaft  auf. Neben Altfraunhofen, Oberheldenberg, Holzhausen und Neufraunhofen bildete Baierbach eine der fünf Obmannschaften dieses Territoriums. Die hiesigen Rechtsfragen waren immer strittig, da das Kurfürstentum Bayern die Reichsunmittelbarkeit der Freiherren von Fraunhofen nicht anerkannte.
Mit der Rheinbundakte kam das Gebiet 1806 zu Bayern.  Im Zuge der Verwaltungsreformen in Bayern entstand mit dem ersten Gemeindeedikt 1808 der Steuerdistrikt Baierbach im Patrimonialgericht Neufraunhofen und mit dem zweiten Gemeindeedikt von 1818 die Gemeinde Baierbach im Landgericht Vilsbiburg. Im Steuerdistrikt waren nur fraunhofersche Gerichtsholden anwesend, deshalb wurde die Gemeinde mittelbar fraunhofisch. Das Herrschaftsgericht Fraunhofen bestand weiter bis zur Abschaffung der Patrimonialgerichtsbarkeit im Jahr 1848.

### Einwohner
Gemäß Bayerischem Landesamt für Statistik  haben sich die Einwohnerzahlen jeweils zum 31. Dezember eines Jahres wie folgt entwickelt:
| Stand | Einwohner |
| ----- | --------- |
| 1960  | 608       |
| 1970  | 614       |
| 1980  | 603       |
| 1990  | 632       |
| 1995  | 675       |
| 2000  | 757       |
| 2005  | 784       |

| Stand | Einwohner |
| ----- | --------- |
| 2006  | 788       |
| 2007  | 793       |
| 2008  | 785       |
| 2009  | 787       |
| 2010  | 789       |
| 2011  | 777       |
| 2012  | 773       |

| Stand | Einwohner |
| ----- | --------- |
| 2012  | 773       |
| 2013  | 776       |
| 2014  | 786       |
| 2015  | 791       |
| 2016  | 806       |
| 2017  | 766       |
| 2018  | 781       |

| Stand | Einwohner |
| ----- | --------- |
| 2020  | 799       |

Seit 1972, dem Jahr der Gemeindereform, hat sich die Einwohnerzahl bis 2015 um 152 Personen erhöht. Das entspricht einem Wachstum von 23,79 Prozent. In den letzten zehn (fünf) Jahren wuchs die Einwohnerzahl um 0,38 (1,80) Prozent.
| Alter         | Einwohner nach Alter |
| ------------- | -------------------- |
| jünger als 18 | 14,9 %               |
| 18 bis 29     | 15,6 %               |
| 30 bis 49     | 20,9 %               |
| 50 bis 64     | 30,5 %               |
| älter als 65  | 18,0 %               |

## Politik
Acht Monate nach Kriegsende fanden am 27. Januar 1946 die ersten Kommunalwahlen (Gemeinderatswahlen) in den kreisangehörigen Gemeinden Bayerns statt. In den Monaten April und Mai 1946 folgten die ersten Wahlen der Bürgermeister, Landräte sowie Kreistage. 2006 wurde das 60-jährige Jubiläum begangen.

### Finanzen
Die Gemeindesteuereinnahmen betrugen im Jahr 2020 umgerechnet 0,9 Mio. Euro, davon betrugen die Gewerbesteuereinnahmen (netto) umgerechnet 0,2 Mio. Euro.

### Mitgliedschaften
Die Gemeinde ist Mitglied in folgenden Zweckverbänden:
- Regionaler Planungsverband Landshut
- Schulverband Altfraunhofen-Baierbach
- Schulverband Geisenhausen
- Zweckverband Wasserversorgung Isar-Vils

| Gemeinde      | Wappen | Fläche km² | Einwohner 31. Dezember 2024 | EW-Dichte EW je km² | Höhe über NN |
| ------------- | ------ | ---------- | --------------------------- | ------------------- | ------------ |
| Altfraunhofen |        | 24,28      | 2.559                       | 105                 | 466          |
| Baierbach     |        | 16,76      | 732                         | 44                  | 418          |

Die Verwaltungsgemeinschaft Altfraunhofen erbringt 304 verschiedene behördliche Leistungen.

### Gemeinderat
Der Gemeinderat besteht aus acht Personen.
Die vergangenen Kommunalwahlen führten zu folgenden Sitzverteilungen:
| Partei/Liste              | 2020 | 2014 | 2008 |
| ------------------------- | ---- | ---- | ---- |
| CSU/FWG/Freie Bürgerliste | 8    | 8    | –    |
| Freie Bürgerliste         | –    | –    | 5    |
| CSU/FWG                   | –    | –    | 3    |
| Gesamt                    | 8    | 8    | 8    |
| Wahlbeteiligung           | 76,4 |      | 75,8 |

Die nächste Kommunalwahl findet 2026 statt.

### Bürgermeisterin
Erste Bürgermeisterin ist Aloisia (Luise) Hausberger (bis 2014 CSU/Freie Wählergemeinschaft; seitdem CSU/Freie Wählergemeinschaft/Freie Bürgerliste). Bei den Kommunalwahlen 2008 kandidierte Siegfried Steckenbiller (Freie Bürgerliste) nach 18-jähriger Amtszeit nicht mehr. Bei den Kommunalwahlen 2014 und 2020 wurde Aloisia Hausberger in ihrem Amt bestätigt, zuletzt mit 82,2 Prozent der Stimmen. Seit Juli 2014 ist sie Vorsitzende des Zweckverbandes zur Wasserversorgung Isar-Vils.
Ehemalige Bürgermeister
| Amtszeit | Bürgermeister                               |
| -------- | ------------------------------------------- |
| bis 2008 | Siegfried Steckenbiller (Freie Bürgerliste) |

### Wappen

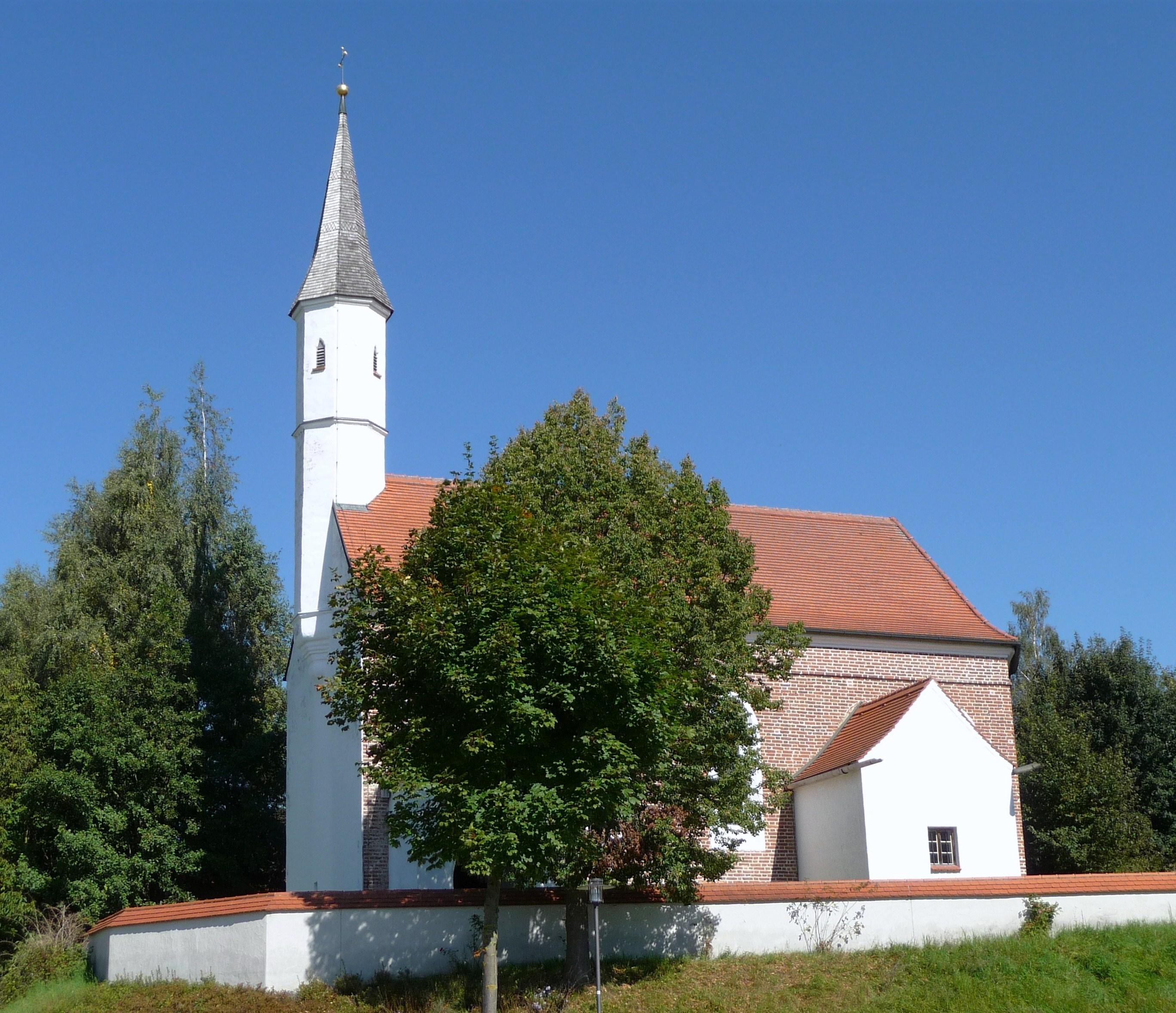
Die Nebenkirche Unsere Liebe Frau

| Wappen von Baierbach | Blasonierung: „Unter blauem Schildhaupt, darin ein silbernes Andreaskreuz, in Silber über blauem Dreiberg vorne ein schwarzes, hinten ein davon abgewandtes rotes Widderhorn.“ |
| Wappen von Baierbach | Wappenbegründung: Das Andreaskreuz im Schildhaupt weist auf das Andreaspatrozinium der Pfarrkirche hin. Der untere Teil des Wappens mit den zwei Widderhörnern über dem Dreiberg erinnert als (falsch) redendes Bild an die Familie Wi(e)derspacher, die im 17. Jahrhundert das Präsentationsrecht für den Benefiziaten der Frauenkirche in Baierbach hatte. Das Benefizium wurde später auf die Pfarrkirche St. Andreas übertragen. Wappenführung seit 1983 |

## Kultur und Sehenswürdigkeiten
2014 wurde Baierbach im Rahmen des Programms „Unser Dorf hat Zukunft – unser Dorf soll schöner werden“ mit einem Sonderpreis für eine vorbildliche Biotop-Gestaltung ausgezeichnet.
- Die spätgotische Pfarrkirche St. Andreas entstand in der zweiten Hälfte des 15. Jahrhunderts. Sie wurde 1888 vergrößert.
- Die Nebenkirche Unsere Liebe Frau wurde in der zweiten Hälfte des 15. Jahrhunderts als Backsteinbau mit Netzrippengewölbe errichtet. Im Hochaltar befinden sich Schnitzfiguren von Christian Jorhan dem Älteren um 1760.

## Wirtschaft und Infrastruktur
Es gab im Jahr 2020 nach der amtlichen Statistik 68 sozialversicherungspflichtig Beschäftigte am Arbeitsort, davon sechs in der Land- und Forstwirtschaft. Sozialversicherungspflichtig Beschäftigte am Wohnort gab es insgesamt 333. Im verarbeitenden Gewerbe gab es keinen, im Bauhauptgewerbe einen Betrieb.
Per 30. März 2011 ist die Gemeinde schuldenfrei.
In Folge einer entsprechenden Bewertung der Wirtschaftskraft der Gemeinde Baierbach sind die Schlüsselzuweisungen von 116.012 Euro im Jahr 2019 um 20,8 Prozent auf 140.188 Euro für das Jahr 2020 gestiegen.
| Zuweisungen an     | Jahr    | Jahr    | Jahr    | Jahr    | Jahr    | Jahr    |
| Zuweisungen an     | 2015    | 2016    | 2017    | 2018    | 2019    | 2020    |
| ------------------ | ------- | ------- | ------- | ------- | ------- | ------- |
| Gemeinde Baierbach | 101.520 | 121.112 | 130.848 | 145.588 | 116.012 | 140.188 |

### Land- und Forstwirtschaft
Im Jahr 2020 bestanden 25 landwirtschaftliche Betriebe.
| Betriebsgröße in ha | Anzahl der Betriebe | Anzahl der Betriebe | Anzahl der Betriebe |
| Betriebsgröße in ha | 1999                | 2010                | 2020                |
| ------------------- | ------------------- | ------------------- | ------------------- |
| unter 5             | 3                   | 1                   | –                   |
| 5 bis unter 10      | 5                   | 5                   | 6                   |
| 10 bis unter 20     | 5                   | 4                   | 2                   |
| 20 bis unter 50     | 18                  | 12                  | 12                  |
| 50 oder mehr        | 4                   | 5                   | 5                   |
| Gesamt              | 35                  | 27                  | 25                  |

Die landwirtschaftlich genutzte Fläche betrug 2016 754 ha, davon waren 599 ha Ackerfläche.

### Bauen und Wohnen
| Gemeindeteil | Wohnbauflächen ausgewiesene Baugebiete | unbeplanter Innenbereich | ausgewiesene gewerbliche Bauflächen | Ackerland |
| ------------ | -------------------------------------- | ------------------------ | ----------------------------------- | --------- |
| Baierbach    | 85 €                                   | 85 €                     | 40 €                                | 7 €       |

### Verkehr
Die Gemeindestraßen sind 28,74 km lang.

## Vereine
- Altschützengesellschaft Baierbach
- CSU-Ortsverband Baierbach
- Freiwillige Feuerwehr Baierbach
- Grenzlandschützen Steinbach[21]
- Jungschützen Baierbach
- Krieger- und Soldatenkameradschaft Baierbach
- Obst- und Gartenbauverein Baierbach
- TSV Baierbach 1968 e. V.